# Arturo Álvarez
José Arturo Álvarez Hernández (ur. 28 czerwca 1985 w Houston) – salwadorski piłkarz występujący na pozycji skrzydłowego.

## Życiorys
Alvarez urodził się w Stanach Zjednoczonych w rodzinie pochodzenia salwadorskiego. 

### Kariera klubowa
W 2003 roku poprzez MLS SuperDraft trafił do San Jose Earthquakes z MLS, gdzie rozpoczął zawodową karierę piłkarską. W MLS zadebiutował 19 kwietnia 2003 w zremisowanym 1:1 pojedynku z Kansas City Wizards. 14 czerwca 2003 w wygranym 2:1 spotkaniu z Dallas Burn strzelił pierwszego gola w MLS. W tym samym roku zdobył z klubem MLS Cup.
W 2005 roku odszedł do Dallas Burn, innego zespołu MLS. Pierwszy ligowy mecz zaliczył tam 1 maja 2005 roku przeciwko Los Angeles Galaxy (0:2). W 2006 roku Dallas Burn zmieniło nazwę FC Dallas. W tym samym Alvarez zajął z zespołem 2. miejsce w klasyfikacji MLS Supporters' Shield. W Dallas spędził 3 lata.
W 2008 roku wrócił do San Jose Earthquakes, którego barwy reprezentował przez kolejne 2 lata. W 2011 roku podpisał kontrakt z Realem Salt Lake, również występującym w MLS. W latach 2013–2015 grał w Videotonie, a w 2016 trafił do Chicago Fire.
W 2018 był zawodnikiem amerykańskiego klubu Houston Dynamo.

### Kariera reprezentacyjna
Alvarez jest byłym reprezentantem Stanów Zjednoczonych U-17, U-18, U-20 oraz U-23. W 2009 roku zdecydował się na grę w reprezentacji Salwadoru. Zadebiutował w niej 6 września 2009 w przegranym 1:2 meczu eliminacji Mistrzostw Świata 2010 ze Stanami Zjednoczonymi.